# ناحیه تاریخی منشن
ناحیه تاریخی منشن (به انگلیسی: Mansion Historic District) یک منطقهٔ مسکونی در ایالات متحده آمریکا است که در آلبانی، نیویورک قرار دارد.

## منطقه تاریخی
در سال ۱۹۸۲ ناحیه تاریخی منشن توسط کمیسیون منابع تاریخی شهر نیویورک به عنوان منطقه تاریخی تعیین شد و در فهرست ملی اماکن تاریخی ثبت گردید.